# 隠岐方言のアクセント
隠岐方言のアクセント（おきほうげんのアクセント）あるいは隠岐アクセント（おきアクセント）とは、島根県隠岐諸島で話される隠岐方言のアクセントである。諸島内でも地域によって3タイプのアクセントに分かれる。

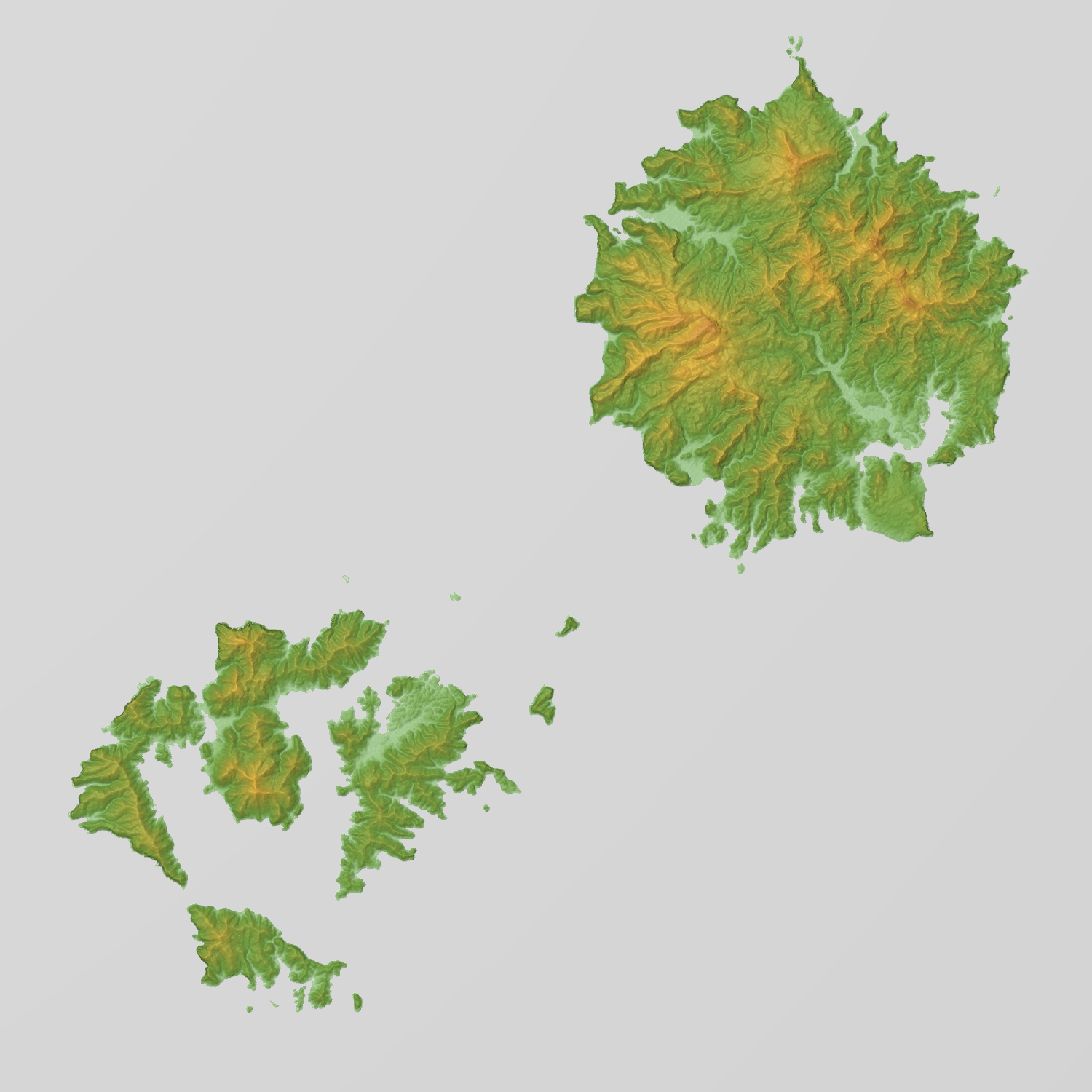
隠岐諸島の地形図
左が島前、右が島後

## 概論
中国地方のアクセントは東京式アクセントであるのに対し、隠岐方言のアクセントは他には見られない異色のものである。しかも隠岐アクセントは、島内でも地区によって大きく異なっている。
隠岐方言のアクセントは、大きく分けて次の3タイプに分かれる。
1. 隠岐主流アクセント（浦郷アクセント） - 島後南部（西郷・磯・東郷・中条・布施）、島前の西ノ島（西ノ島町）、中ノ島（海士町）
2. 五箇アクセント - 島後北部（五箇・中村・都万）
3. 知夫アクセント - 知夫里島（知夫村）

このうち隠岐主流アクセントおよび五箇アクセントでは、全ての語が第1群から第3群までの3種類のいずれかに属し、3つのうちのいずれかのアクセントで出現する。拍数が多くてもアクセントの型が3種類に限定されており、このようなアクセントを「三型アクセント」と呼ぶ。たとえば、西ノ島の別府では、次のような体系をもつ。（以下では拍（モーラ）ごとに音を並べ、高音部をH、低音部をLと表し、また[をピッチの上昇部分、]を下降部分とする。場合に応じて、HとLの中間音M、拍内でLからHへ上昇するR、拍内でHからLへ下降するFも使う。たとえばLFは、L.HL（.はモーラ境界）のような音調）
- 第1群：LH、LHL、LHHL、LHHLL、LHHLLL
- 第2群：HL、HHL、HHLL、HHLLL、HHLLLL
- 第3群：LH、LHH、LHHH、LHHHH、LHHHHH

たとえば「風」「形」「金持ち」は第1群であり、カ[ゼ、カ[タ]チ、カ[ネモ]チと発音される。特徴的なのは、「が」「でも」「でさえ」のような助詞が付くと高音部の位置が移動することで、第1群の「風」ならカ[ゼ]ガ、カ[ゼデ]モ、カ[ゼデ]サエのようになる。このように助詞が付くことによって高音部が移動する場合、最初の自立語が第1群であることに従い、文節全体が第1群の語のように振る舞ってアクセントが付与される。この現象を「系列化」と呼び、鹿児島県などの二型アクセントでもみられる。第2群の「山」なら、ヤ]マ、ヤマ]ガ、ヤマ]デモ、ヤマ]デサエである。つまり、以下のような関係である。
| 風     | カ[ゼ | カ[ゼ]ガ | カ[ゼデ]モ | カ[ゼデ]サエ |
| 形     |       | カ[タ]チ | カ[タチ]ガ | カ[タチ]デモ |
| 金持ち |       |          | カ[ネモ]チ | カ[ネモ]チガ |

| 山   | ヤ]マ | ヤマ]ガ | ヤマ]デモ | ヤマ]デサエ |
| 命   |       | イノ]チ | イノ]チガ | イノ]チデモ |
| 朝顔 |       |         | アサ]ガオ | アサ]ガオガ |

| 秋     | ア[キ | ア[キガ | ア[キデモ | ア[キデサエ |
| 油     |       | ア[ブラ | ア[ブラガ | ア[ブラデモ |
| 集まり |       |         | ア[ツマリ | ア[ツマリガ |

各群に所属する語彙は以下の通りである。所属語彙は隠岐全体で共通している。各群がどのようなアクセントになるかが、各地区で異なっている。知夫里島では第1群と第3群が同じアクセントに統合しており、型の種類は2種類だけになっている。（以下の第1類・第2類などは、日本各地の方言アクセントを比較して日本語の語彙を分類したものである。詳しくは類を参照のこと。）
- 1拍語（第1群所属語彙はない）
  - 第2群：1拍名詞第1・2類（胃、蚊、日、矢…）
  - 第3群：1拍名詞第3類（木、手…）
- 2拍語
  - 第1群：2拍名詞第1類（風、水…）、2拍動詞第1類（行く、寝る…）
  - 第2群：2拍名詞第2・3類（足、犬、花、山…）
  - 第3群：2拍名詞第4・5類（青、雨、外、舟…）、2拍動詞第2類（有る、書く…）
- 3拍語
  - 第1群：3拍名詞第1・2・4類（体、頭、言葉…）、3拍動詞第1類（上がる、探す…）
  - 第2群：3拍名詞第5類（朝日、命…）、3拍動詞第2類（余る、動く…）
  - 第3群：3拍名詞第6・7類（油、柱、左…）

## 各地区のアクセント

### 隠岐主流アクセント
別府（西ノ島）
- 第1群：LH、LHL、LHHL、LHHLL、LHHLLL
- 第2群：HL、HHL、HHLL、HHLLL、HHLLLL
- 第3群：LH、LHH、LHHH、LHHHH、LHHHHH

上のような別府の体系が、隠岐での主流かつ古い形のアクセントと考えられる。島前の西ノ島、中ノ島（海士）と、島後の磯（加茂）は概ねこのようなアクセントである。ただ金田一春彦によると海士の第2群は3拍以上でもHLL、HLLLになるという。また浦郷(西ノ島)や海士ではイ列音・ウ列音の低下現象がある。たとえば、第1群3拍で2拍目にイ・ウ列があるとLLHとなり、3拍以上で3拍目にイ・ウ列があるとLHL、LHLL、LHLLLとなる。
一方、島後の南東部、西郷や東郷は、次のようになって第1群・第3群の高音部が1拍だけになる。
西郷・東郷
- 第1群：LH、LHL、LLHL、LLHLL、LLHLLL
- 第2群：HL、HHL、HHLL、HHLLL、HHLLLL
- 第3群：LH、LLH、LLLH、LLLLH、LLLLLH

これは、別府のような体系から変化して、下降する直前の拍を残して語頭低下が起こったものと考えられる。もっとも、西郷や東郷でも、別府的な低下しない発音も聞かれる。
西郷から少し内陸に入った中条（原田）では、第1群3拍で高音部が後退する。それ以外は西郷と同じ。
原田
- 第1群：LH、LLH、LLHL、LLHLL、LLHLLL
- 第2群：HL、HHL、HHLL、HHLLL、HHLLLL
- 第3群：LH、LLH、LLLH、LLLLH、LLLLLH

島後東部の布施では、下降位置が大幅に後退している。布施では第1群および第2群で最後から2拍目の後で下降が起きる。ただし、下降位置の後退していない中条と同じような発音も報告されている。
布施
- 第1群：LH、LLH、LLHL、LLLHL、LLLLHL
- 第2群：HL、HHL、HHHL、HHHHL、HHHHHL
- 第3群：LH、LLH、LLLH、LLLLH、LLLLLH

なお添田建治朗によれば、別府・浦郷・海士・磯・東郷などでは、第1群2拍はLHではなくLF（2拍目に拍内下降あり）と報告されている。同じく添田によれば中条や布施では第1群3拍がLLHではなくLLFとされている。

### 五箇アクセント
五箇アクセントでは一語内でアクセントの山が2回現れる場合がある点、日本語の方言のなかでも珍しい。
五箇・都万
- 第1群：LH、HLH、HLHL、HLLHL、HLLHLL
- 第2群：HL、LHL、LHLL、LHLLL、LHLLLL
- 第3群：ML、MLL、MLLL、MLLLL、MLLLLL

第1群で高音部が二度に渡って現れる。第2群では、2拍文節は第1拍のみ高いが3拍以上では第2拍が高い。また第3群では第1拍のみが高い。
ただし都万については、研究報告により相違がみられる。金田一 (1972)では、第1群はLLH、LLHLのように西郷と同じような型、第3群はLL、LLL、LLLLのような低平調としていて、語頭の高音部は無いという。広戸 (1951)では、都万の第1群はLLHまたはLHH、LHHL、第3群はLHLまたはHHL、HHLLとされている。
中村
- 第1群：ML、MLM、MLLM、MLLLM、MLLLLM
- 第2群：HL、LHL、LHHL、LHHHL、LHHHHL
- 第3群：ML、LML、LMML、LMMML、LMMMML

中村のアクセントは、五箇アクセントから高音部が後退したような形となっている。中村の第1群の2拍はMLとしたが、ほとんど平らで、ときには語尾の高くなるように聞こえることもあり、上野善道によればFH（第1拍は拍内で下降し、第2拍で再び上がる）。第1群は3拍以上の文節で第1拍と最終拍が高くなる。第2群と第3群は第1拍と最終拍以外が高い山形の音調である。第2群と第3群の音調はよく似ていて紛らわしいが、第2群は語尾が下降するが、第3群は下降の後に僅かに上昇する。

### 知夫アクセント
- 第1群：LM、MLM、MLML、MLLML、MLLLML
- 第2群：HL、HHL、HHHL、HHHHL、HHHHHL
- 第3群：LM、MLM、MLML、MLLML、MLLLML

知夫里島のアクセントは第1群と第3群が統合して区別がなくなっている。そのため、アクセントの型は2種類である。